# تثنية القاع لنيسين
تثنية القاع لنيسين (بالإنجليزية: Nissen fundoplication)‏ وتعرف أيضًا باسم تثنية القاع لنيسين بالتنظير البطني، وهي عملية جراحية تهدف إلى علاج الارتجاع المريئي في حالة فشل العلاج الدوائي، وتعد خط العلاج الأول في حالات الفتق الحجابي مجاور المريء.

## التاريخ
قام الطبيب رادولف نيسن (1896–1981) بأول إجراء عام 1955 ونشر النتائج الخاصة بحالة مريضين عام 1956 بالمجلة السويسرية الطبية الاسبوعية. ثم قام بنشر تفاصيل أكثر عن العملية عام 1961 . وسمى نيسان العملية بـعملية طي المعدة وقد حملت العملية اسمه في السبعينيات بعد ان حصلت العملية على شهرة واسعة.

## الآلية

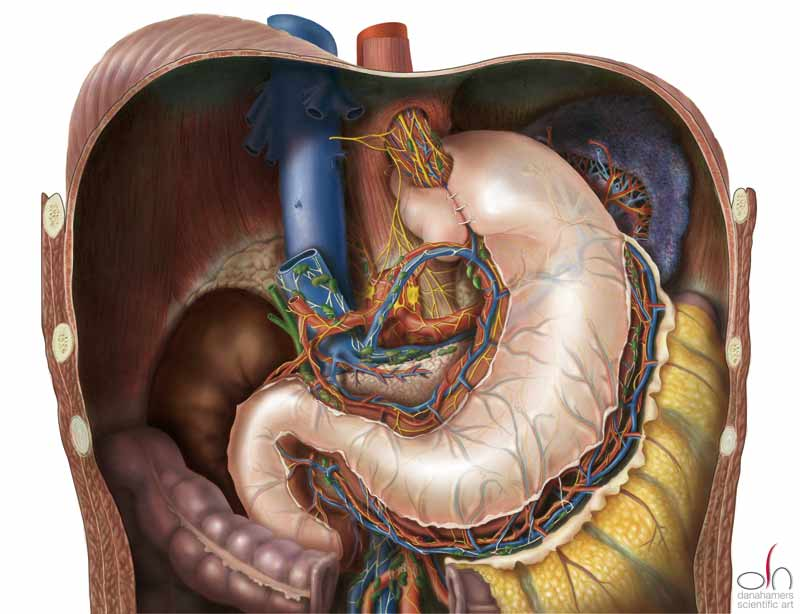
عملية طي معدة حسب نيسن بعد اكتمالها

في عملية طي المعدة، يتم لف وطوي منطقة قاع المعدة ( المنطقة العليا ) حول أسفل المريء ثم يتم تخييطها، مما يقوي وظيفة العضلة العاصرة للمريء السفلية (المصرة المَرِيئية السفلية), كما يتم رتق فتق الحجاب الحاجز ببعض غرزات جراحية لمنع الفتق الحجابي المصاحب لمرض الارتجاع المريئي في الغالب.

## النتائج
تعد عملية طي المعدة حسب نيسان عملية آمنة وفعالة، مع معدل وفيات أقل من 1% , وحاليا تجرى عملية طي المعدة جزئيا حسب نيسان ولها نسبة أقل في حدوث المضاعفات، وتشير الدراسات إلى استمرار توقف الأعراض لدى 89.5% من المرضى بعد 10 سنوات من العملية.
تشمل المضاعفات الآتي :
- متلازمة سخام الغاز (تراكم الغازات في الجزء العلوي المطوي من المعدة) ,تنتج هذه الغازات من تحلل مواد الطعام العضوية وابتلاع الهواء أثناء البلع، ويعتقد بأنها تصيب 41% من المرضى بعد العملية وتقل هذه النسبة في حالة إجراء عملية طي المعدة جزئياً أمامياً (10) وغالبا ما تزول أعراض متلازمة سخام الغاز في غضون 2-4 أسابيع من العملية وقد تستمر أكثر من ذلك .
- عسر البلع (في حالة تضييق الجزء السفلي من المريء أكثر من اللازم)
-متلازمة الإغراق
- وقد يحدث فك لعملية الطي بمرور الوقت في 5-10% من الحالات مما يسبب عودة الأعراض مرة أخرى
- قد تظهر وتستمر متلازمة القولون المتهيج لمدة اسبوعين تقريبا بعد العملية
وقد تحسنت بشكل ملحوظ نتائج العملية حديثاً وانخفضت معدلات المضاعفات خصوصاً عند إجراء العملية من قبل أطباء مدربين ومتخصصين .